# Acalypha seminuda
Acalypha seminuda é uma espécie de flor do gênero Acalypha, pertencente à família Euphorbiaceae.